# Gymnastes fascipennis
Gymnastes fascipennis är en tvåvingeart som först beskrevs av Thomson 1869.  Gymnastes fascipennis ingår i släktet Gymnastes och familjen småharkrankar. Inga underarter finns listade i Catalogue of Life.